# Lonchoptera tristis
Lonchoptera tristis är en tvåvingeart som beskrevs av Johann Wilhelm Meigen 1824. Lonchoptera tristis ingår i släktet Lonchoptera och familjen spjutvingeflugor. Arten är reproducerande i Sverige. Inga underarter finns listade i Catalogue of Life.